# Етно село „Кнежеви конаци”
Етно село „Кнежеви конаци” са етно рестораном „Кнежева вечера” се налазе у Белотићу, на територији општине Владимирци и на регионалном путу Шабац - Ваљево.
Етно село је својеврсни музеј на отвореном, у којем је на најлепши начин спојена едукација са туристичком понудом, тако да већина објеката има употребну вредност. За потребе ресторана гости се дочекују у грађевини која ентеријером највише подсећа на старе кафане, пече се печење у старој фуруни и организује одмор у традиционалним кућама брвнарама са аутетичним намештајем. У селу постоје језерца на којима је омогућено пецање, као и играоница за децу, уређена у етно стилу.